# Rasputin (bier)
Rasputin (in de Verenigde Staten: Disputin) is een Nederlands bier van hoge gisting, van het type imperial stout. Het wordt gebrouwen bij Brouwerij De Molen in Bodegraven. Het bevat 10,7% alcohol en is het eerste bier van dit type dat door De Molen werd gebrouwen.

## Naamgeving
Het bier werd genoemd naar Grigori Raspoetin, de beruchte monnik en intrigant aan het Russisch tsarenhof van het Huis Romanov. Toen het in de Verenigde Staten werd geïntroduceerd, kreeg de brouwerij het aan de stok met de North Coast-brouwerij, die hun bier Old Rasputin ook naar hem hadden vernoemd. Naar aanleiding van dit dispuut herdoopte De Molen op sarcastische wijze hun bier Disputin voor de Amerikaanse markt.

## Varianten
Doorheen de jaren zijn er verschillende varianten van het bier op de markt gebracht.
- Rasputin Oak Aged (10,7%): het basisbier, gerijpt op eiken vaten
- Rasputin Bruichladdich (11,4%): het basisbier, gerijpt op Bruichladdich-whiskyvaten
- Rasputin Laphroaig (11,4%): het basisbier, gerijpt op Laphroaig-whiskyvaten. Enkel beschikbaar op het Borefts Bierfestival 2012
- Rasputin Laphroaig/Caol Ila (11,4%): het basisbier, gerijpt op whiskyvaten van Laphroaig en Caol Ila
- Rasputin Speyside (11%): het basisbier, gerijpt op Speyside-whiskyvaten. Enkel beschikbaar op het Great British Beer Festival 2012
- Rasputin Buffalo Trace (11,4%): het basisbier, gerijpt op Buffalo Trace-bourbonvaten